# مارتي جانيتي
فريدريك مارتن جانيتي (من مواليد 3 فبراير 1960) هو مصارع محترف أمريكي عمل في عدة منظمات بما في ذلك وورلد ريسلينغ فيدرايشن / إنترتاينمينت (دبليو دبليو إف / إي)، وأميركان ريسلينغ آسوسييشان (إيه دبليو إيه)، وورلد تشامبيونشيب ريسلينغ (دبليو سي دبليو)، وإكستريم تشامبيونشيب ريسلينغ (إي سي دبليو)، وقد فاز بما مجموعه 20 بطولة.
يُعرف جانيتي على نطاق واسع بفترة عمله كعضو في الفريق الثنائي ذا روكرز، مع شون مايكلز. لقد وجد الثنائي النجاح في البداية خلال منتصف الثمانينات إلى أواخرها تحت الاسم المستعار ذا ميدنايت روكرز ليصبحا مرتين أبطال بطولة الفرق الثنائية إيه دبليو إيه ويفوزان بعدة بطولات إقليمية مختلفة. لقد أصبحا أحد الفرق الرئيسية في «العصر الذهبي» لمنظمة وورلد ريسلينغ فيدرايشن، وتصدرا العديد من الأحداث. فاز ذا روكرز ببطولة الفرق الثنائية العالمية في أواخر عام 1990، ولكن تم إلغاء عهدهما بها لأسباب متنازع عليها.
بعد انفصاله عن مايكلز في وقت مبكر من عام 1992، فاز جانيتي لمرة واحدة بطولة القارات دبليو دبليو إي وكذلك بطولة الفرق الثنائية العالمية مع 1-2-3 كيد لمرة واحدة أيضًا. لقد شارك في عدة مباريات على بطولة العالم في إي سي دبليو ودبليو دبليو إف من 1995-1996، لكن نجم جانيتي تلاشى بعد ذلك، واُستخدم إلى حد كبير كموهبة تعزيزية خلال أواخر التسعينيات في دبليو سي دبليو. كما ظهر بشكل متقطع مع دبليو دبليو إي خلال النصف الأخير من العقد الأول من القرن الحادي والعشرين (بما في ذلك لقاء قصير مع مايكلز 2005)، وظل متحديًا للبطولات في المنظمات المستقلة.
ومع توقف مسيرته المهنية باستمرار بسبب القضايا الشخصية وغياب إنجازاته بسبب إنجازات مايكلز، وصفت Talksport جانيتي بأنه «سلسة ومذهلة مثل شريكه، مع ركلة منخفضة لمنافسة أي منها».